# Montán
Montán è un comune spagnolo situato nella comunità autonoma Valenciana.

## Società

### Evoluzione demografica
Abitanti censiti